# Iuzu
El iuzu (Citrus ichangensis × Citrus reticulata, ara Citrus × junos) (en japonès: ユズ, 柚 o 柚子 ("yuzu"), en coreà: 유자 ("yuja"), en xinès: 柚子 ("youzi") és una fruita cítrica i la seva respectiva planta, originària de l'Àsia oriental.
Es creu que és un híbrid entre la mandarina agra (Citrus reticulata var. austera) i la llimona Ichang (Citrus ichangensis). Té aparença d'una petita taronja però de color groc (o verd irregular, depenent del grau de maduresa). De mida oscil·len entre 5,5 i 7,5 cm de diàmetre. El gust és semblant al de l'aranja, però es confon amb el de la mandarina. Normalment no es menja la fruita, sinó que és usat comunament com a infusió, de la mateixa manera que la llimona. Les peladures són usades per amanir salses. El iuzu és usat també per fer melmelades i dolços. Yuzukosho, literalment «iuzu i pebre», és una salsa picant feta amb closca de iuzu verd i pebre verd.